# Mirosław Stadler
Mirosław Stadler (ur. 26 lutego 1955 w Jaworznie, zm. 25 grudnia 2004) – polski piłkarz i trener.
Jako zawodnik występował w Szczakowiance oraz Victorii Jaworzno, z którą w 1984 awansował do II ligi.
Przez kilka lat był drugim trenerem Szczakowianki, wraz z Andrzejem Sermakiem był współtwórcą głównego sukcesu tego klubu – awansu w krótkim czasie z V ligi do ekstraklasy (2002). Od maja do czerwca 2003 występował jako nominalny I trener grającej w I lidze Szczakowianki (faktycznie pierwszym trenerem był Albin Mikulski); Stadler figurował jako trener ze względu na przepisy, które zabraniały prowadzenia kilku klubów I ligi w ciągu jednego sezonu, a Mikulski pracował  wcześniej w Pogoni Szczecin). Duet Mikulski-Stadler nie uchronił Szczakowianki przed degradacją – wprawdzie klub zajął w tabeli miejsce barażowe i początkowo w barażu uratował pobyt w ekstraklasie, ale po weryfikacji barażu został zdegradowany i ukarany pod zarzutem próby przekupstwa piłkarzy drużyny przeciwnej (Świtu Nowy Dwór Mazowiecki, tzw. afera barażowa).
Mirosław Stadler kontynuował pracę jako drugi trener Szczakowianki w kolejnym sezonie w II lidze, z powodzeniem ratując zespół przed dalszym spadkiem mimo rozpoczęcia rozgrywek z balastem 10 punktów karnych (z Mikulskim w roli pierwszego trenera). Po sezonie 2003/04 zrezygnował ze względu na stan zdrowia, pozostając koordynatorem pracy trenerskiej z młodzieżą.
Zmarł w grudniu 2004.
Od 2005 roku w Jaworznie organizowany jest Memoriał im. Mirosława Stadlera – halowy turniej piłki nożnej z udziałem drużyn piłkarskich z Jaworzna i okolic. W 2017 miała miejsce jego trzynasta edycja.